# Egerkingen

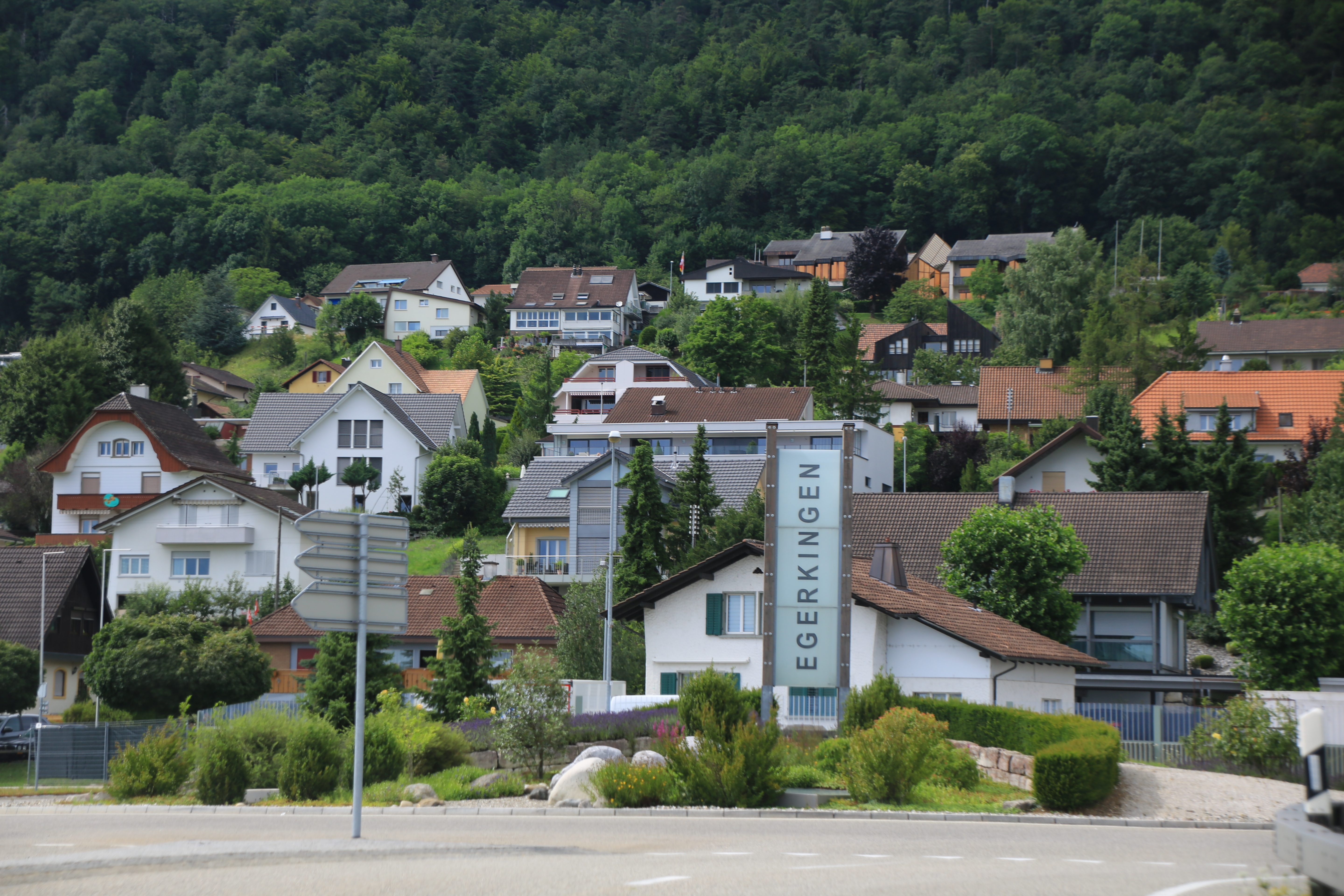

Egerkingen es una comuna suiza situada en el distrito de Gäu, en el cantón de Soleura. Tiene una población estimada, a fines de 2020, de 4041 habitantes.
Limita al norte con las comunas de Holderbank y Langenbruck (BL), al noreste con Hägendorf, al este con Gunzgen, al sur con Härkingen y Neuendorf, y al oeste con Oberbuchsiten.

## Transportes
Ferrocarril
Cuenta con una estación ferroviaria en la que efectúan parada trenes regionales.